# Jan Janský
Prof. MUDr. Jan Janský (IPA: [ˈjan ˈjanski:]) (Praga, 3 aprile 1873 – Černošice, 8 settembre 1921) è stato un neurologo e psichiatra ceco.Fu anche sierologo: gli si attribuisce la prima classificazione del sangue in quattro tipi (A, B, AB, 0) del sistema AB0 di classificazione dei gruppi sanguigni. Janský era anche un sostenitore della donazione volontaria del sangue.

## Biografia
Janský studiò medicina alla Università Carlo I di Praga. Dal 1899 lavorò in una clinica psichiatrica della stessa città e nel 1914 fu nominato professore. Durante la prima guerra mondiale Janský prestò servizio per due anni come dottore al fronte finché non fu reso inabile da un attacco di cuore.
Dopo la guerra lavorò come neuropsichiatra all'ospedale militare Vojenská nemocnice.

## La classificazione del sangue
Attraverso le sue ricerche psichiatriche, Janský cercò di trovare una correlazione tra malattie mentali e malattie del sangue. Egli trovò che non esiste una tale correlazione e pubblicò uno studio Hematologická studie u psychotiků (1907, studio ematologico della psicosi), nel quale classificò il sangue in quattro gruppi I, II, III, IV. All'epoca il lavorò passo quasi inosservato.
Nel 1921 una commissione medica americana riconobbe la classificazione di Janský a discapito di quella di Karl Landsteiner, che scoprì per primo i gruppi sanguigni ma li classificò in soli tre gruppi ottenendo il Premio Nobel per la medicina nel 1930.
La classificazione di Janský è ancora in uso oggi.
Una classificazione simile fu descritta da William Lorenzo Moss, con la differenza che i gruppi I e IV di Moss erano scambiati rispetto alla classificazione di Janský.

## Eredità culturale
- I volontari donatori di sangue che raggiungono una certa quota di donazioni nella Repubblica Ceca ed anche Slovacchia sono premiati con la medaglia Janský (Janského plaketa).